# Ginico da Sérvia
Ginico (em grego: Γοΐνικος; romaniz.: Goïnikos; em sérvio: Гојник; romaniz.: Gojnik; em latim: Goinicus), também conhecido como Ginico Filho de Blastímero (em sérvio: Гојник Властимировићи; romaniz.: Gojnik Vlastimirović) era príncipe da Sérvia ao lado de seus irmãos Mutímero e Estrímero. Era o filho mais jovem de Blastímero, o primeiro governante independente de Ráscia.

## Vida

Árvore genealógica da Casa de Blastímero

Ginico era filho de Blastímero e irmão mais novo de Mutímero e Estrímero. Casou-se em data desconhecida e teve um filho chamado Pedro. Após a morte de seu pai, governou a Sérvia junto com seus irmãos. Aparece pela primeira vez nos anos 860, quando derrotou com Estrímero e Mutímero a invasão do cã Bóris I (r. 852–889). Na ocasião, Vladimir, filho de Bóris, foi preso junto com 12 grandes boilados (altos dignitários) e Brano e Estêvão, os filhos de Mutímero, foram oferecidos como reféns aos búlgaros para garantir-lhe passagem segura à fronteira da Ráscia; parece que Mutímero e Bóris trocaram presentes e seus filhos e então concluíram um tratado de paz.
Um conflito  interno entre os irmãos fez com que Mutímero banisse seus irmãos à corte búlgara. Apesar disso, ele manteve em sua corte Pedro, filho de Ginico, por razões políticas. Mas Pedro logo fugiria à corte de Branimiro da Croácia (r. 879–892). A origem dessa disputa é desconhecido, embora é sugerido que foi resultado de uma traição.